# ميلودي تان
ميلودي تان هي مغنية ماليزية، ولدت في 10 فبراير 1993 في نيوزيلندا.